# Райхстаг (Германска империя)
Вижте пояснителната страница за други значения на Райхстаг.
Райхстагът (на немски: Reichstag) е парламентът и законодателната власт на Германия в периода на Кайзеровата епоха.
Създаден е от германската конституция на 16 април 1871 година, като през 1894 г. се конструира и сградата на Райхстага. Престава да съществува през 1918 година, след разпада на империята. Въпреки това се състои в различни времена с членство от около 370 – 400 души.
Повечето германци могат да гласуват за Райхстага, но горната камара Бундесрат се формира от правителствата на отделните държави (днес провинции), докато за долната камара Ландтаг се използва „трикласна“ избирателна система, която дава предимство на по-заможните слоеве. Канцлерът и неговите министри не са депутати в Райхстага и на практика не са изобщо изборни длъжности, а Райхстагът не може ад ги отстранява от постовете им. Основното значение на Райхстага е при подкрепа на правителството в законодателството, включително данъчното облагане, военноморското строителство и войнишките набори. 
Основните партии са Консервативната и Националлибералната (на която обикновено разчита правителството), но Социалдемократическата партия също постепенно набира сила и на изборите през 1912 г. става най-силната партия в Германия.
Избраници депутати в парламента са Август Бебел, Вилхелм Либкнехт, Едуард Бернщайн и Карл Либкнехт, известни деятели на немския социализъм.

## Председатели на Райхстага
Управляващия Райхстага бил назоваван като „Председател на Райхстага“ (на немски: Präsident des Reichstages или Reichstagspräsident).
| Име                                | Встъпил в длъжност | Напуснал длъжност |
| ---------------------------------- | ------------------ | ----------------- |
| Министър-председатели на Райхстага |                    |                   |
| Едуард фон Симсон                  | 1871               | 1874              |
| Макс фон Форкенбек                 | 1874               | 1879              |
| Ото Теодор фон Зайдевиц            | 1879               | 1880              |
| Адолф фон Арним-Бойценбург         | 1880               | 1881              |
| Густав фон Гослер                  | 1881               | 1884              |
| Алберт Герхард фон Левецов         | 1884               | 1888              |
| Алберт Герхард фон Левецов         | 1888               | 1895              |
| Алберт Герхард фон Левецов         | 1895               | 1898              |
| Рудолф фон Буол-Беренберг          | 1898               | 1907              |
| Франц фон Балещрем                 | 1907               | 1910              |
| Алберт Герхард фон Левецов         | 1910               | 1912              |
| Рудолф фон Буол-Беренберг          | 1912               | 1918              |
| Франц фон Балещрем                 | 1918               | 1918              |